# Descomposició en factors de Kaya

La identitat de Kaya o equació de Kaya és un mètode d'anàlisi energètic que permet tenir una primera visió global sobre els factors o forces motrius que determinen la quantitat d'emissions de diòxid de carboni (CO₂) a l'atmosfera. Deu el nom Yoichi Kaya que va proposar l'equació en una conferència el 1989. És una de les eines principals aportades als informes anuals del Grup Intergovernamental sobre el Canvi Climàtic.
Els factors de l'equació són l'índex de carbonització, la intensitat energètica, la renda per capita i el nombre d'habitants (població). Les emissions de diòxid de carboni són la major causa de l'efecte d'hivernacle. A l'estat espanyol, les emissions de diòxid de carboni el 2020 representaven el 78% (en CO₂ equivalent) del total d'emissions de gasos d'efecte d'hivernacle generades per l'activat humana. El control d’aquestes emissions és clau per reduir la majoria dels gasos d’efecte hivernacle i disminuir l’impacte sobre el canvi climàtic.
Les emissions de CO₂ provenen principalment per la crema de combustibles fòssils (carbó, gas natural, petroli) i de llenya. com que tenen carboni (C) en la seva composició química que, en reaccionar amb l'oxigen (O₂) de l'aire en la combustió, generen diòxid de carboni. No totes les fonts d'energia primària tenen els mateixos factors d'emissió (quantitat de carboni per unitat d'energia), els majors corresponen a energies de baix poder calorífic i alt contingut en carboni en la fórmula química, com per exemple el carbó. Cal tenir en compte que algunes energies, com la nuclear, per exemple, gairebé no emeten diòxid de carboni, però això no vol dir que no presentin altres problemes (consum energètic elevat -generalment de combustibles fòssils- per la construcció i en l'extracció i enriquiment de l'urani, i els residus radioactius, per exemple) no considerats en els factors de Kaya. Tampoc és igual l'eficiència en l'ús de cada font primària d'energia, ni en la seva transformació. En general, cada vegada que es transforma energia d'un tipus a un altre (per exemple, de tèrmica a electricitat; o fins i tot de tèrmica a electricitat i després a tèrmica o mecànica), n'hi ha una part important que es perd, de manera que, a més transformacions, menys eficiència i majors emissions.

## Equació de Kaya
L'equació de Kaya va ser presentada el 1993 en una conferència internacional a Tòquio amb el tema «Medi ambient, energia i economia: estratègies per a la sostenibilitat». Indica que les emissions de CO₂ depenen de les emissions per unitat d'energia primària utilitzada, un indicador de carbonització (intensitat de carbonització o índex de carbonització) dels consums energètics; del consum d'energia primària per unitat de PIB (intensitat energètica); de la renda per capita (com a mesura de l'afluència de béns de què gaudeix la societat), i del nombre d'habitants com a factor d'escala.
| {\displaystyle F=P\times {\frac {G}{P}}\times {\frac {E}{G}}\times {\frac {F}{E}}} |

En què:
- F: emissions mundials de CO₂, en tones
- P: població mundial, en nombre de persones
- G: PIB mitjà mundial, en una unitat monetària
- E: consum mitjà mundial d'energia primària, en tones
- g = (G/P): renda per capita
- e = (E/G): intensitat energètica
- f = (F/E) = ICO2: contingut mitjà en carboni de l'energia primària consumida al món. Aquest paràmetre es coneix com a intensitat de carbonització i es defineix com la divisió del diòxid de carboni que emet cada forma d'energia primària (s'emet més, per exemple, si es fa en una central tèrmica, o per combustió en un motor d'un vehicle, que si en una central nuclear o eòlica) entre les tones equivalents de petroli (tep) produïdes per cada font d'energia. És una mitjana ponderada de contingut de carboni segons el percentatge d'ús de cada font primària (nuclear, tèrmica, renovables, etc.), en el que s'anomena combinació de fonts d'energia (ó mix energètic), que és diferent en cada país i que en un mateix país pot canviar quan, per exemple, s'hi obre o es tanca una central nuclear o una de tèrmica.